# Inge Borkh
Inge Borkh, artiestennaam van Ingeborg Simon (Mannheim, 26 mei 1921 - Stuttgart, 26 augustus 2018), was een Duitse operazangeres en comédienne die ook in Zwitserland actief was.

## Biografie

### Afkomst en opleiding
Inge Borkh was een dochter van Franz-Emil Simon, die consul was. In 1947 trouwde ze een eerste maal met Robert Lenz, een advocaat. In 1957 trouwde ze een tweede maal met Alexander Welitsch, een zanger. Na haar theateropleiding aan het Max Reinhardtseminarie in Wenen volgde ze zangles bij Vittorio Moratti in Milaan en het Mozarteum in Salsburg.

### Carrière
Tijdens het seizoen 1938/1939 ging Borkh als comédienne aan de slag in Bazel. Vanaf 1940 trad ze als zangeres op in het stadstheater van Luzern. Uiteindelijk werd haar sopraanstem bekend over de hele wereld. Tussen 1950 en 1973 zong ze op alle grote podia in Europa en de Verenigde Staten. Tevens nam ze deel aan internationale festivals. Haar talenten als tragedieactrice maakten indruk in de titelrollen van Elektra et de Salomé, beide van Richard Strauss. Nadat ze in 1973 het operatoneel had verlaten, trad ze op als zangeres, verhalenverteller en actrice en doceerde ze opera aan de muziekacademie van Bazel.

## Onderscheidingen
- Eretitel van Bayerische Kammersängerin (1963)
- Hans-Reinhart-Ring (1973)

- Bibsys: 3098458
- Biblioteca Nacional de España: XX862482
- Bibliothèque nationale de France: cb138916988 (data)
- CiNii: DA08598034
- Gemeinsame Normdatei: 119347725
- Historisch woordenboek van Zwitserland: 009446
- International Standard Name Identifier: 0000 0001 2072 6907
- Library of Congress Control Number: n83155664
- MusicBrainz: 50957eeb-71ad-46a3-bff8-cc08f177c56f
- Nationale Bibliotheek van Tsjechië: mzk2009511936
- Nationale Bibliotheek van Israël: 987007434057005171
- Nationale Bibliotheek van Polen: a0000002765709
- Nationale en Universitaire bibliotheek Zagreb: 000261833
- Nederlandse Thesaurus van Auteursnamen: 102235279
- Réseau des bibliothèques de Suisse occidentale: 02-A003026544
- Istituto Centrale per il Catalogo Unico: UBOV535348
- SNAC: w6q24w5j
- Système universitaire de documentation: 087931176
- Theaterlexikon der Schweiz: Inge_Borkh
- Virtual International Authority File: 35264354
- WorldCat: E39PBJv8BxHcFFg4F6W4J4MVmd